# Mława
Mława (pron. muava; in yiddish: מלאווע Mlave) è una città polacca del distretto di Mława nel voivodato della Masovia.
Ricopre una superficie di 34,8 km² e nel 2021 contava 31 047 abitanti.

## Geografia fisica
La città è situata nel voivodato della Masovia dal 1999, mentre dal 1975 al 1998 ha fatto parte del voivodato di Ciechanów.

## Storia
Durante l'invasione nazista della Polonia del 1939, la grande Battaglia di Mława fu combattuta a nord della città.

## Sport
Mława è la città di una squadra maschile di calcio, la MKS Mława, promossa in serie B nella stagione 2004/2005.